# Ildefons Lima
Ildefons Lima Solà (* 10. prosince 1979 Barcelona) je bývalý andorrský fotbalista. Hrál jako středního obránce. Je mladším bratrem fotbalisty Antoniho Limy. Věnuje se také plážovému fotbalu.

## Klubová kariéra
Profesionální fotbal hrál ve Španělsku, Řecku, Mexiku, Itálii a Švýcarsku. S týmem FC Santa Coloma vyhrál čtyřikrát andorrskou ligu.
- 1997–1999 FC Andorra
- 1999–2000 RCD Espanyol
- 2000–2001 UE Sant Andreu
- 2001–2002 Ionikos Nikaia
- 2002 CF Pachuca
- 2002–2003 UD Las Palmas
- 2004 Polideportivo Ejido
- 2004–2005 Rayo Vallecano
- 2005–2009 US Triestina Calcio 1918
- 2009–2011 AC Bellinzona
- 2011–2012 US Triestina Calcio 1918
- 2012–2014 FC Andorra
- 2014–2018 FC Santa Coloma
- 2018–2022 Inter d'Escaldes
- 2022–2023 FC Andorra „B“

## Reprezentační kariéra
V andorrské fotbalové reprezentaci debutoval 22. června 1997 v utkání proti Estonsku. Je andorrským rekordmanem se 128 mezistátními zápasy, v nichž vstřelil 11 branek. V utkání kvalifikace ME 2020 proti Turecku 17. listopadu 2019 se stal světovým rekordmanem v délce reprezentační kariéry (22 let a 148 dní), když překonal Ekvádorce Ivána Hurtada.